# Sidell Spur
Der Sidell Spur ist ein 2,5 km langer und markanter Gebirgskamm auf der Brabant-Insel im Palmer-Archipel vor der Westküste der Antarktischen Halbinsel. Er erstreckt sich vom Zentralmassiv der Insel in westlicher Richtung. Der Gebirgskamm weist eine Gipfelkrone auf, grenzt an die Nordflanke des Rush-Gletschers und endet in Form eines wuchtigen Kliffs an der Dallmann-Bucht.
Das Advisory Committee on Antarctic Names benannte ihn 2010 nach dem US-amerikanischen Meeresbiologen Bruce David Sidell (1948–2011) von der University of Maine, der ab 1987 in 15 Feldforschungskampagnen wegweisende Untersuchungen zur Physiologie von Antarktisfischen im Gebiet des Palmer-Archipels und der Südlichen Shetlandinseln durchgeführt hatte.